# Les Cinéphiles : Le Retour de Jean
Série
Les Cinéphiles 2 : Éric a disparu
(1989)
Pour plus de détails, voir Fiche technique et Distribution.
Les Cinéphiles (Le Retour de Jean) est un film français réalisé par Louis Skorecki en 1989. Il a été suivi par deux autres volets : Eric a disparu et Les Ruses de Frédéric.

## Synopsis
Ce film donne la parole à de jeunes gens, c’est un essai qui traite de la passion de jeunes pour le cinéma.

## Fiche technique
- Titre original : Les Cinéphiles (Le Retour de Jean)
- Réalisation : Louis Skorecki
- Scénario : Britt Nini (pseudonyme de Martine Boyer), Louis Skorecki
- Photographie : Joël David - cadre : Hélène Louvart, Alberto Marquardt
- Montage : Martine Bouquin, Michèle Jacob
- Production : Georges Benayoun et Paul Rozenberg
- Genre : drame
- Durée : 75 minutes
- Année : 1989
- Pays :  France
- Langue : français
- Couleur : Couleur
- Date de sortie : 3 mai 1989 (France)

## Distribution
- Nidam Abdi : Nidam
- Sébastien Clerger : Sébastien
- Nathalie Coffre : Nathalie
- Michel Cressole : Jean
- Marie Nester : Esther
- André Nouahem : André
- Valérie Delafoy : Valérie
- François Gabey : François
- Lucile Hadzihalilovic : Lucile
- Nathalie Joyeux : Nathalie
- Pierre Léon : Pierre
- Vladimir Léon : Vladimir
- David Matarasso : David
- Eve Séguret : Eve
- Zazie : Zazie